# Polymerurus elongatum
Polymerurus elongatum är en djurart som tillhör fylumet bukhårsdjur, och som först beskrevs av Daday 1905.  Polymerurus elongatum ingår i släktet Polymerurus och familjen Chaetonotidae. Inga underarter finns listade i Catalogue of Life.